# Arrabbiata
L'arrabbiata (arabbiata in romanesco) è un condimento per la pasta dal sapore piccante, tipico del Lazio, e in particolare di Roma.

## Origine del nome
Il nome deriva dall'aggettivo romanesco arabbiato, che - oltre al significato assunto anche in Italiano - denota una caratteristica (in questo caso la piccantezza) spinta all'eccesso. A Roma si chiama infatti arabbiata  una qualsiasi vivanda cotta in padella con molto olio, aglio e peperoncino (per esempio "broccoli arabbiati"), così da provocare una forte sete.

## Storia
L'invenzione del piatto risale agli anni 50 - 60 del secolo scorso, un periodo in cui nella cucina romana andavano di moda i gusti violenti.

## Ingredienti
Gli ingredienti principali sono penne rigate, pomodori pelati o passata di pomodoro, aglio, peperoncino abbondante, prezzemolo a crudo, sale, olio extravergine d'oliva. Talvolta si aggiungono parmigiano e pecorino romano grattugiati.

## Influenza culturale
- Le penne all'arrabbiata sono citate in film come La grande abbuffata di Marco Ferreri,[3] Roma di Federico Fellini e Sette chili in sette giorni con Carlo Verdone.
- Nelle frazioni di Ponte Basso e Ponte Alto nel comune di Castel Sant'Angelo in provincia di Rieti si svolge da oltre cinquant'anni la sagra delle penne all'arrabbiata.